# خانواده دی
خانوادهٔ دی (به انگلیسی: These Are the Days) یک مجموعه‌پویانمایی ۱۶ قسمتی است که در دههٔ ۶۰ خورشیدی از سیمای ایران با دوبلهٔ فارسی پخش شد. این کارتون از سوی استودیو هانا-باربرا ساخته شده و پخش آن از ۷ سپتامبر ۱۹۷۴ تا ۲۷ سپتامبر ۱۹۷۵ در کانال ای‌بی‌سی آمریکا بوده است.

## صداپیشگان
هنرمندانی که در دوبلهٔ «خانوادهٔ دی» به فارسی شرکت داشته‌اند:
| دوبلُر        | نقش                       |
| نوشابه امیری | دنی دی (پسر کوچک خانواده) |
| جواد پزشکیان | جف دی (پدر بزرگ)          |
| زهره شکوفنده | مارتا دی (مادر خانواده)   |
| مینو غزنوی   | کتی دی (دختر خانواده)     |
| ظفر گرایی    | بن دی (برادر بزرگ)        |

## بن‌مایه
- همکاری‌کنندگان ویکی‌پدیا، «These Are the Days (TV series)»، ویکی‌پدیای انگلیسی، دانشنامهٔ آزاد (بازیابی ۲۳ تیر ۱۳۹۳).

1. ↑  [cafeclassic4.ir/thread-149-post-19945.html#pid19945 «دوبلُرهای خانوادهٔ دی»] مقدار |نشانی= را بررسی کنید (کمک). کافه‌کلاسیک.